# آنجل مارتینو
آنجل مارتینو (به انگلیسی: Angel Martino) ورزشکار زن رشتهٔ شنا اهل کشور ایالات متحده آمریکا است. وی در بین سال‌های ‎۱۹۹۲ تا ۱۹۹۶ میلادی در مسابقات بازی‌های المپیک تابستانی در مجموع ۶ مدال، شامل ۳ مدال طلا و ۳ برنز را کسب کرد.